# Игнациус, Отто Фридрих
Отто Фридрих Игнациус (нем. Otto Friedrich Ignatius; 17 [28] апреля 1794 — 26 августа [7 сентября] 1824) — русский художник остзейского немецкого происхождения, книжный иллюстратор, композитор, поэт.

## Биография

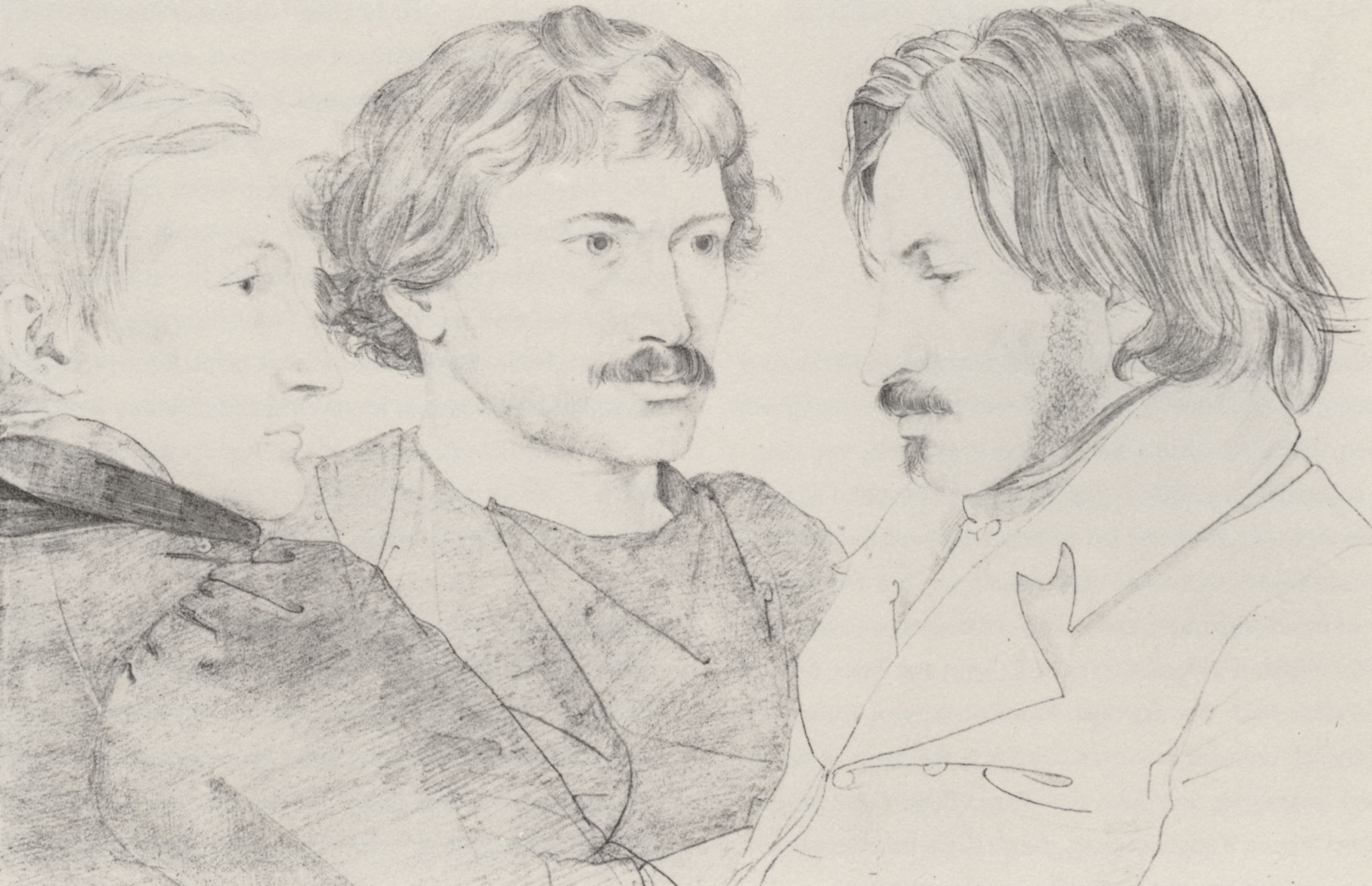
К. Ф. Фор. Остзейские мастера в Риме (слева направо: Игнациус, Август Пецольд и Густав Гиппиус). Около 1817–1818

Родился 17 (28) апреля 1794 года в Хагери, Ревельское наместничество. Под руководством художника Карла Сигизмунда Вальтера Отто Игнациус стал заниматься живописью.
В 1813 году отец послал его для дальнейшего усовершенствования в Берлин. Там О. Игнациус поступил учеником к Вейчу. В 1815 году Игнациус переехал в Вену и занимался там у Фюгера. С 1817 года О. Игнациус, с компанией товарищей, переселился в Рим и самостоятельно работал тоже два года.
В 1819 году картины Игнациуса: «Принцесса д’Эсте и Тасс» и другие заслужили особенное одобрение императора Франца II, во время посещения им Рима. В 1820 году Игнациус вернулся на родину.
Умер 26 августа (7 сентября) 1824 года в Петербурге.